# Regierungsbezirk Wiesbaden

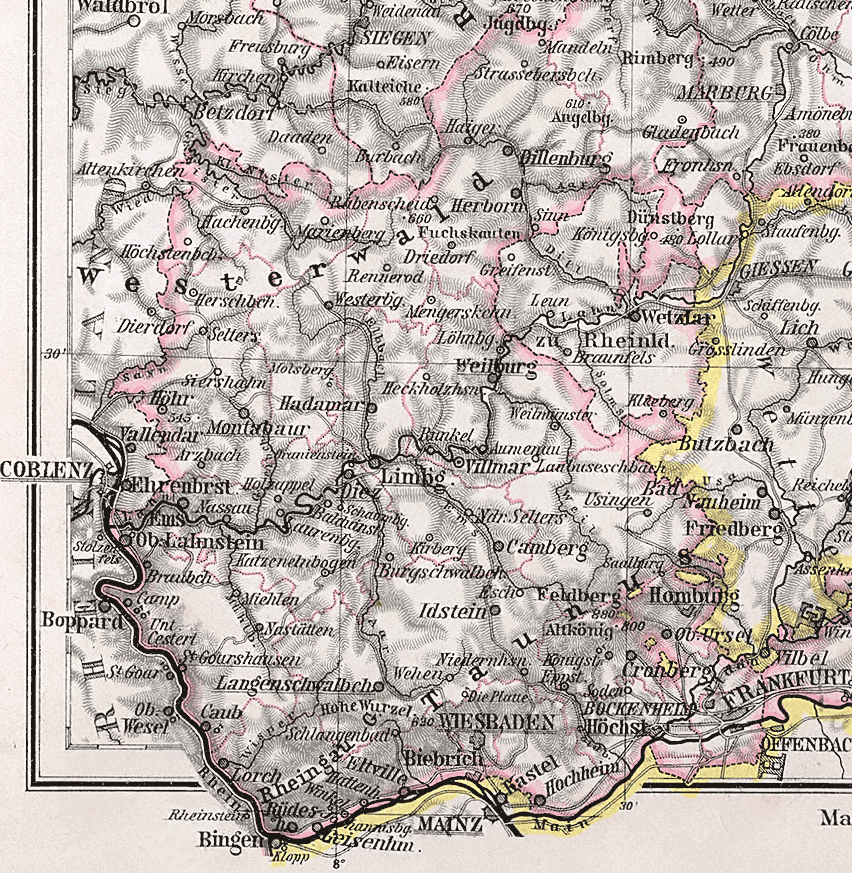
Regierungsbezirk Wiesbaden år 1905.

Regierungsbezirk Wiesbaden var ett regeringsområde som existerade 1867–1968. Det var beläget först i den preussiska provinsen Hessen-Nassau och sedan i det tyska förbundslandet Hessen.
Det bildades 1866 ur det forna hertigdömet Nassau (med undantag av några områden, som lades till Kassel), lantgrevskapet Homburg
(utom Meisenheim), hessiska kretsen Biedenkopf och större delen av den forna fria staden Frankfurts område. Det hade en yta på 5 618 km² och 1 212 968 invånare (1910). Sydliga delen fylldes av Taunus mot nordöst löpande höjder (Grosser Feldberg, 880 m.), norra delen av Westerwald (Fuchskauten, 657 m.); mellan dessa bergsträckor flyter Rhens biflod Lahn.
Odling av vete, råg, lin, hampa, tobak och humle; i högre trakter även korn, havre, bovete och potatis. I dalgångarna en anmärkningsvärd odling av vin. Där samt på sydsluttningen av Taunus även odling av de vanliga fruktträden samt persikor, aprikoser, kastanjer, valnötsträd och mullbärsträd.
Av bergverksprodukter lämnade området (särskilt Lahndalen) järn, zink, bly, koppar, nickel och mangan; även något brunkol bröts. Landet var rikt på mineralkällor; utom huvudstaden må som badorter nämnas Ems, Langenschwalbach, Niederselters i nuvarande Selters (Taunus), Schlangenbad och Weilbach. Wiesbaden var indelat i 18 kretsar.
1945 bildade Regierungsbezrik Wiesbaden tillsammans med Regierungsbezirk Darmstadt och Regierungsbezirk Kassel förbundslandet Hessen. År 1968 slogs Regierungsbezrik Wiesbaden ihop med Regierungsbezirk Darmstadt.

## Källa
Den här artikeln är helt eller delvis baserad på material från Nordisk familjebok, Wiesbaden, 1904–1926.